# Димитрий (Григорьев)
Архимандрит Димитрий (в миру Доримедонт Григорьевич Григорьев; 1793—1882) — архимандрит Задонского Рождество-Богородицкого монастыря Русской православной церкви в 1860—1882 гг.

## Биография
Григорьев родился в 1793 году в селе Красном Малоархангельского уезда, Орловской губернии; происходил из дворян. Образование получил в Москве в частном пансионе и в гимназии.
В 1824 году он поступил вольноопределяющимся в 3-й резервный кавалерийский корпус Русской императорской армии, затем перешел в Казанский кавалерийский драгунский полк и в 1833 году был произведён в прапорщики, но в 1835 году вышел в отставку с чином поручика, отпустил своих крепостных крестьян на волю, наделив их землёй, и отправился путешествовать по Святым местам.
Побывав во многих монастырях и пустынях, он в 1842 году поступил послушником в Малоярославецкий Николаевский монастырь Калужской епархии, а в мае 1847 года перешел в Воронежский Алексеевский Акатов монастырь и нёс там разные послушания.

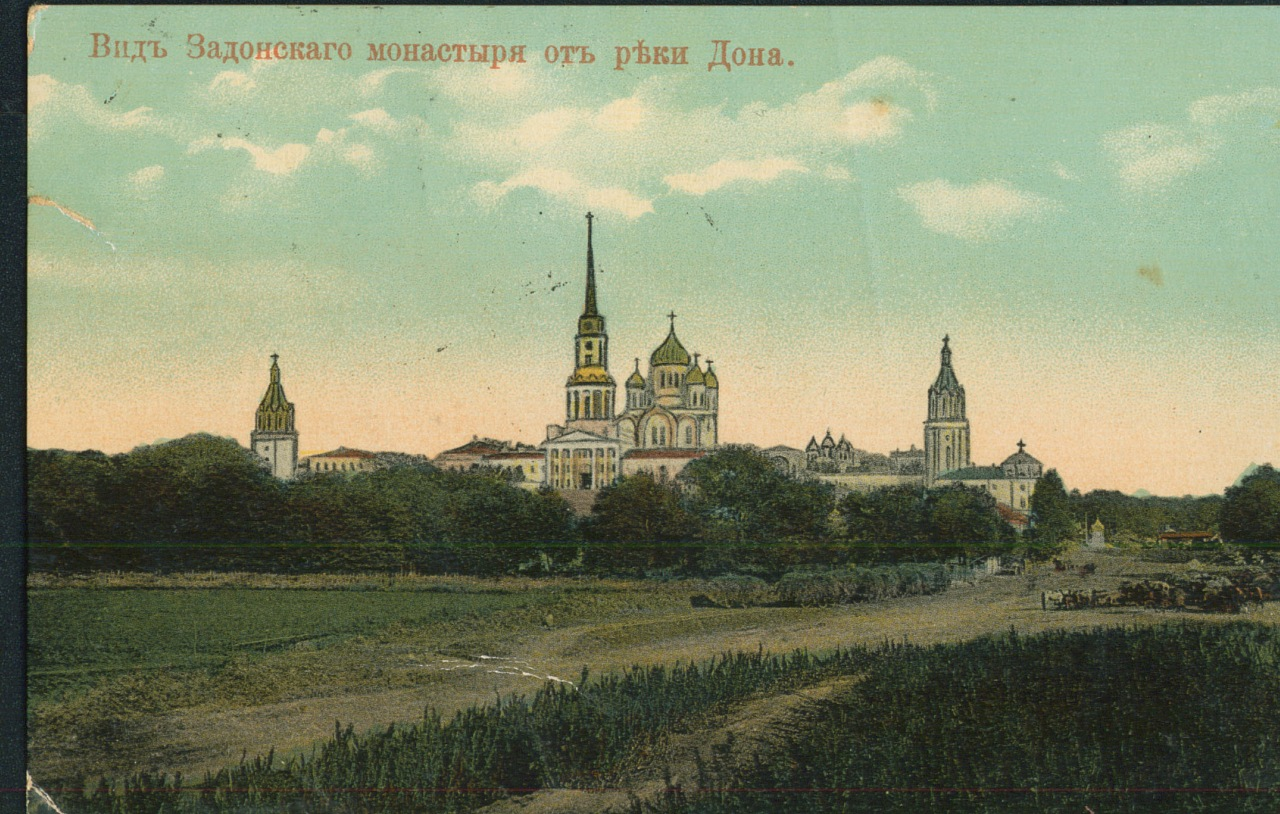
Задонский Богородицкий монастырь

В сентябре 1848 года он перешел в Харьков, определился в число братии Покровского архиерейского дома и 16 сентября 1848 года постригся в монашество с именем Димитрия; 17 сентября он был рукоположен в иеродиакона; 19 сентября — в иеромонахи и назначен казначеем Харьковского архиерейского дома, но в том же 1848 году перешел на должность казначея в Каменец-Подольский архиерейский дом.
С 1852 года Дмитрий (Григорьев) состоял «гробовым» иеромонахом в Троице-Сергиевой лавре и был духовником лаврским, а затем в 1852 году был избран в казначеи лавры и в члены учрежденного собора.
5 июня 1860 года отец Димитрий был возведен в сан архимандрита и назначен настоятелем Задонского Богородицкого монастыря.
При Димитрии Григорьеве в Задонском монастыре в 1861 году были открыты мощи святителя Тихона, для коих он устроил серебряную раку; все монастырские здания он отделал заново и возвёл много новых построек; выхлопотал в 1861 году монастырю от казны 100 десятин земли, да пожертвовано разными лицами до 800 десятин; развел фруктовый сад, устроил пчельники, ветряную мельницу и прочее, и вообще показал себя рачительным хозяином.
В 1865 году Дмитрий Григорьев построил в нескольких километрах от города Задонска кладбищенскую церковь и братские кельи при ней, а в 1873 году учредил там новую иноческую обитель с уставом скитского общежития под именем «Общежительного Тихоновского мужского монастыря», которому тоже было пожертвовано помещиком Воейковым 800 десятин земли в Рязанской губернии.
В монастыре своем архимандрит Димитрий улучшил церковный хор, заботился о торжественности в богослужении и широко развил дело благотворительности, сам же отличался нестяжательностью и самой скромною жизнью. По его мысли и под его председательством в 1861 году в Задонске было учреждено «Тихоновское» благотворительное общество для помощи бедным.
Архимандрит Димитрий Григорьев скончался 13 июля 1882 года.